# 吉田好伸 (野球)
吉田 好伸（よしだ よしのぶ）は、日本の元アマチュア野球選手である。ポジションは投手。

## 来歴・人物
和歌山工業高校では、3年生時に1969年夏の甲子園県予選でエースとして活躍。1回戦では日高高校を相手に、6四死球を与えるがノーヒットノーランを達成する。しかし、2回戦で御坊商工高校に敗退し、甲子園への出場は実現しなかった。同年のドラフト会議でロッテオリオンズから7位指名されたが入団を拒否。
高校卒業後は丸善石油に入社後、丸善石油下津（和歌山県のチーム）に移籍。1971年の都市対抗野球に新日鉄広畑の補強選手として出場し、チームの優勝に貢献した。同年のドラフト会議で西鉄ライオンズから1位指名されたが入団に至らなかった。